# Бойка Николас
Бойка Николова, с литературен псевдоним Бойка Николас (Boyka Nicolas или Paula Nicolas на латиница), е българска писателка с испанско гражданство, журналистка и преподавател по испанистика.

## Биография
Бойка Николова е родена на 13 декември 1968 г. в София. Тя е завършила испанска филология в СУ „Св. Климент Охридски“, 1992 г. Има Магистърска специалност по Литературна критика и Испаноамериканска литература. Член е на Съюза на българските писатели от 2018 г. Писателката е напълно двуезична, владее еднакво добре испански и български език, а осен това говори италиански, руски и английски.
От малка пише поезия и проза, като печели редица литературни конкурси за младежи. На 13 годишна възраст публикуват първите ѝ разкази и стихотворения в специализирани издания. Писателката е живяла и работила, като журналист, университетски преподавател и директор на Катедра по испански в „Народен университет на Никарагуа“ в Манагуа, Popular University of Nicaragua, 1993 – 1996 г.
Тя е автор на учебник „Испанската норма и никарагуанския говор“, написан от нея специално за нуждите на Popular University of Nicaragua.
Тя е председател на неправителствена организация „Испано-българска асоциация за интеграция и развитие“, Asociación Hispano-búlgara para la integración y el desarollo, Registro de Asociaciones, Comunidad de Madrid, от 2008 г. със седалище в Мадрид, която е посветена на хуманитарни каузи, социална интеграция на хора в неравностойно положение и международно сътрудничество, изпълнила редица проекти под патронажа на Мадридското регионално правителство, Gobierno Regional de la Comunidad de Madrid, 2009 – 2012 г. Тя е работила също като междукултурен посредник /медиатор/ и учител по испански към Община Мадрид, Comunidad de Madrid, Проект „Отворена библиотека“, 2008 – 2009 г., Proyecto Biblioteca abierta. Нейната книга „Методът БОП – Благодаря, Обичам, Прощавам“, 2016 г., написана на испански и издадена на испански, английски, руски и български език, е много популярна и авторката е чест гост в телевизионни и радио предавания.
Книгите „Проклятие или Господ има други планове за теб“, 2017 г., и „Me quiero“, 2018, Las 7 claves de la Felicidad, 2019, написани и издадени първо на испански език са избрани за конкурса „Indie“ на Amazon за испаноезична литература за 2017, 2018, 2019 г., а впоследствие са издадени на българки език.
Също така писателката е избрана да влезе в Антология – „Българското слово на литературния глобус“ на Националния музей по литература в България за 2018 г., проект на Министерството на Културата на Република България.
През 2021 г. писателката е включена в „Енциклопедичен справочник на българската литература, създавана в европейската, американската и австралийската диаспора в периода 19 -21 век“
Бойка Николас се занимава с благотворителност и разпространение на българската духовност и култура зад градица, като с нейна помощ и тази на съпруга ѝ, е дарен автобус с рампа и асансьор за децата-инвалиди от дома „Свети Стилян Детепазител“ в гр. Сливен, 2009 – 2011 г. Също така заедно със семейството ѝ, активно участва с дарения в реставрацията на старинната църква „Свети Георги“ в с. Сопица, отразено в дарителската книга на Настоятелството.
Омъжена е за Пламен Пенев, предприемач и музикант и член на Съюза на Артистите в Испания. Sociedad General de Autores y Editores SGAE, España
Има две деца: дъщеря – Паулина и син – Виктор Пенев.

## Произведения
- „Страх“, разказ, 2020
- „Las 7 claves de la Felicidad“, 2019 (ISBN 978-1-6897-4007-4)
- „Обичам се“, 2018 (ISBN 978-619-230-068-5)
- „Me quiero“, 2018 (ISBN 978-1-7179-2261-8)
- „Проклятие Или Господ има други планове за теб“, 2017 (ISBN 978-84-697-5785-7)
- „Методът БОП – Благодаря, Обичам, Прощавам“, 2015 (ISBN 978-84-606-7795-6)